# Шамрін Артур Віталійович
Артур Віталійович Шамрін (рос. Артур Витальевич Шамрин; нар. 6 лютого 1969, Липецьк, РРФСР) — радянський та російський футболіст, нападник та півзахисник.

## Життєпис
Вихованець СДЮШОР «Металург» (Липецьк), перший тренер — Є. І. Єськов. За свою кар'єру виступав в радянських і російських командах «Металург» (Липецьк), «Спартак» (Москва), «Червона Пресня» (Москва), СКА (Одеса), «Локомотив» (Москва), «Дружба» (Майкоп) і «Динамо» (Липецьк).
По завершенні кар'єри гравця займався тренерською діяльністю в мічурінській філії СДЮСШОР «Тамбовська академія футболу».